# Maculonaclia nigrita
Maculonaclia nigrita är en fjärilsart som beskrevs av Griveaud 1961. Maculonaclia nigrita ingår i släktet Maculonaclia och familjen björnspinnare. Inga underarter finns listade i Catalogue of Life.